# Облігація (фільм)
«Облігація» (англ. The Bond; інша назва — Charlie Chaplin in а Liberty Loan Appeal) — американський короткометражний фільм Чарлі Чапліна, випущений в 1918 році.

## Сюжет
Не секрет, у світі існує величезна кількість облігацій, так чи інакше, власник яких одержує прибуток або достаток в чому-небудь. Маленький бродяга в процесі своєї діяльності стикається з так званими «духовно-міжособистісними» видами облігацій — такими, як «дружба», «шлюб» і «свобода». З кожною із них йому належить знатися поближче, — зустріти справжнє кохання, познайомитися з випивахою і не раз вдарити «молотом свободи» нахабного Кайзера, що намагається відібрати цю саму свободу у людей.

## У ролях
- Чарлі Чаплін — Чарлі
- Една Первіенс — дружина Чарлі
- Том Вілсон — промисловець
- Генрі Бергман — Джон Булль
- Сідні Чаплін — кайзер
- Альберт Остін — друг Чарлі